# Тилламук (округ)
Округ Тилламук (англ. Tillamook County) располагается в штате Орегон, США. Официально образован 15 декабря 1853 года. По состоянию на 2010 год, численность населения составляла 25 250 человек.

## География
По данным Бюро переписи США, общая площадь округа равняется 3452,473 км2, из которых 2854,183 км2 — суша, и 598,291 км2 или 17,300 % — это водоемы.

## Население
По данным переписи населения 2000 года в округе проживает 24 262 жителей в составе 10 200 домашних хозяйств и 6 793 семей. Плотность населения составляет 8,00 человек на км2. На территории округа насчитывается 15 906 жилых строений, при плотности застройки около 6,00-ти строений на км2. Расовый состав населения: белые — 93,86 %, афроамериканцы — 0,22 %, коренные американцы (индейцы) — 1,19 %, азиаты — 0,65 %, гавайцы — 0,21 %, представители других рас — 1,89 %, представители двух или более рас — 1,98 %. Испаноязычные составляли 5,13 % населения независимо от расы.
В составе 24,60 % из общего числа домашних хозяйств проживают дети в возрасте до 18 лет, 54,80 % домашних хозяйств представляют собой супружеские пары, проживающие вместе, 7,70 % домашних хозяйств представляют собой одиноких женщин без супруга, 33,40 % домашних хозяйств не имеют отношения к семьям, 27,90 % домашних хозяйств состоят из одного человека, 12,60 % домашних хозяйств состоят из престарелых (65 лет и старше), проживающих в одиночестве. Средний размер домашнего хозяйства составляет 2,33 человека, и средний размер семьи 2,82 человека.
Возрастной состав округа: 22,20 % моложе 18 лет, 6,50 % от 18 до 24, 23,50 % от 25 до 44, 28,00 % от 45 до 64 и 28,00 % от 65 и старше. Средний возраст жителя округа 44 года. На каждые 100 женщин приходится 100,40 мужчин. На каждые 100 женщин старше 18 лет приходится 98,10 мужчин.
Средний доход на домохозяйство в округе составлял 34 269 USD, на семью — 40 197 USD. Среднестатистический заработок мужчины был 31 509 USD против 21 555 USD для женщины. Доход на душу населения составлял 19 052 USD. Около 8,10 % семей и 11,40 % общего населения находились ниже черты бедности, в том числе — 13,40 % молодежи (тех, кому ещё не исполнилось 18 лет) и 8,10 % тех, кому было уже больше 65 лет.